# 주보랑

주보랑

주보랑(周步廊, Ambulatory)은 교회(성당) 건축에서 측랑이 내진부로 연장되어 생긴, 내진과 후진을 감싸는 회랑이다. 주로 프랑스 북부 고딕양식 성당에서 발견된다.

## 같이 보기
- 신랑
- 측랑
- 익랑
- 교차랑
- 내진
- 제실
- 후진
- 배랑